# Чайкина, Федосья Андреевна
Чайкина Федосья Андреевна (1900—1978) — доярка колхоза имени Ильича Раменского района, Московской области, Герой Социалистического Труда (1949).

## Биография
Федосья Андреевна Чайкина родилась в 1900 году в деревне Чулково (Московская область), Бронницкого уезда, Московской области.
После переезда в деревню Кулаково стала работать дояркой в колхозе имени Ильича, добивалась высоких результатов по надоям молока.
Ф. А. Чайкина в 1948 году от 8 коров получила по 5259 кг молока от каждой коровы.
За большие успехи, достигнутые во Всесоюзном социалистическом соревновании и проявленную трудовую доблесть в выполнении принятых обязательств по увеличению производства и заготовок продуктов животноводства и проявленную трудовую доблесть Указом Президиума Верховного Совета СССР от 7 апреля 1949 года Чайкиной Федосье Андреевне присвоено звание Героя Социалистического Труда с вручением Ордена Ленина и золотой медали «Серп и молот».
Проживала в деревне Кулаково (Раменский район), Раменского района, Московской области. Умерла в 1978 году.

## Награды
- Звание Герой Социалистического Труда (7 апреля 1949);
- Медаль «Серп и Молот» (7 апреля 1949) — № 3392);
- Орден Ленина (7 апреля 1986) — № 94407);
- медали.